# Puyo (stad)
Puyo (ook wel El Puyo genoemd) is de hoofdstad van de provincie Pastaza en een parochie (parroquia) in het kanton Pastaza. De stad ligt op ongeveer 900 meter hoogte aan de rand van het Amazonebekken, langs de rivier de Puyo (een zijarm van de rivier de Pastaza). De naam Puyo is afkomstig van het Quechua-woord bewolkt en inderdaad kent de stad een vochtig klimaat en is het er vaak dichtbewolkt. Een bijnaam van de stad is dan ook Ciudad de Nieblina (Stad van de Nevel)
Puyo werd in 1899 gesticht door Fray Álvaro Valladares. De economie van de stad dreef op de productie van rubber, fruit en suikerriet en op de houtkap. Inheemse etnische groepen in de omgeving vermengden zich met andere groepen, of stierven uit.
Door de nabijheid van het tropisch regenwoud trekt de stad de laatste jaren steeds meer toeristen. Daarnaast is de stad een belangrijk commercieel centrum en heeft de stad een belangrijke haven aan de rivier met dezelfde naam. In 2001 telde Puyo 23.432 inwoners.